# Abul El Isfahani
Abul-Fath Muhamed ibn Kasim Isfahani (persijski أبو الفتح محمود ابن محمد ابن قاسم ابن فضل الاسفهاني), je živeo u X veku. Bio je persijski matematičar koji se posebno bavio geometrijom.
On je sjajno pisao o temama iz pete, šeste i sedme knjige proslavljenog Apolonijevog dela Odnos preseka. Isfahani je 1119. napisao sažeti prikaz tog dela i posvetio ga Abu Kalidžaru Marzbanu.
Njegovo glavno delo je Talhis al-Mahrutat [Sažimanje Odnosa preseka]. Ovo slavno Apolonijevo delo u originalnoj verziji sastojalo se od osam knjiga, od kojih je jedna uništena. U IX veku sedam preostalih knjiga sa starogrčkog jezika na arapski preveli su Hilal Hamsi i Sabit ibn Kusa. Abul-Fath je nakon redakcije pomenutog prevoda pripremio i njegovu sažetu verziju. Talhis je 1661. preveden na latinski, a nekoliko stoleća kasnije, 1993. i na francuski jezik.

## Izvor
1. ↑  Velajati, Ali Akbar (2016), Istorija kulture i civilizacije islama i Irana, preveo Muamer Halilović, Beograd, Centar za religijske nauke „Kom”, str. 223.